# عبد الحليم نويرة
عبد الحليم نويرة (1916 - 1985) موسيقي مصري، كان له الفضل في تأسيس فرقة الموسيقي العربية في مصر.

## حياته ونشأته
ولد عبد الحليم نويرة في 19 يونيو 1916 في قرية الصالحية مركز فاقوس. التحق في بداية تعليمه بمدرسة سانت جوزيف بالظاهر وهناك تعلم الفرنسية وأتقنها ولكن والده لاحظ أنه بدأ يبتعد عن اللغة العربية السليمة فألحقه بكتاب الشيخ عبد الرحيم لحفظ القرآن الكريم ليستقيم له نطق اللغة العربية بلا عوج وفعلا تحقق مراده حيث رتّل عبد الحليم القرآن الكريم وهو لم يزل في السابعة من عمره بلغة عربية سليمة.

## الحياة الفنية
عاش عبد الحليم نويرة محاطا بجو مشبع بالموسيقى التقليدية العربية الاصيلة إذ كان والده من هواة الاستماع إليها صديقا لكبار المغنيين والملحنين أمثال عبده الحامولي ومحمد عثمان ويوسف المنيلاوي وعبد الحي حلمي وزكي مراد وكان هذا الوالد يعقد معهم اللقاءات الفنية ويقيم الحفلات الموسيقية بداره هذه البيئة الموسيقية العربية الأصيلة كان لها أثرها على الطفل الصغير فعشق الموسيقى العربية ولموهبته الموسيقية الفائقة مما حفز والده على مساندته وتشجيعه فوفّر له كل وسائل الاستماع إلى عيون الأعمال الموسيقية العربية التقليدية.
في عام 1930 أثناء دراسته الثانوية التحق عبد الحليم نويرة بالفرع المدرسي لمعهد الموسيقى العربية لدارسة الموسيقى دراسة منهجية. 
استهل عبد الحليم حياته الفنية كمطرب وملحن بالإذاعة فور حصوله على دبلوم معهد الموسيقى العربية عام 1936 فكان يذيع وصلات غنى فيها من ناحيته بعض الأعمال منها موشح (يا سائرا في أدمعي) – دور (ياللي آسيت فؤادي) – دور (يا نجمة ليه طالعة لواحدك) وغيرها وفي الأربعينات اتجه إلى التأليف الموسيقي فكتب الموسيقى التصويرية لبعض الأفلام السينمائية التي زادت على المائة ومنها (رجل المستقبل 1946) و (الإيمان 1952) و (طريق الفردوس 1965) و (دنيا 1974) كما انضم إلى نقابة المهن الموسيقية عند تأسيسها برئاسة أم كلثوم.
وفي أوائل الخمسينات عُيّن قائدا لفرقة موسيقى الإذاعة وكان يتناوب قيادتها مع عزيز صادق وعلي فراج وإبراهيم حجاج وفي نفس الوقت كتب عدة أعمال موسيقية.
تولى عبد الحليم نويرة قيادة فرقة الموسيقى العربية في منتصف عام 1967 ووضع للفرقة منهجا علميا يقوم على تقديم التراث في صورة بعيدة عن التحريف والارتجال وحرص على تقديم روائع الموسيقى العربية التقليدية في أسلوب يتلائم مع روح العصر كما تولى قيادة فرقة لإحياء الإنشاد الديني عام 1973 كما ساهم في إنشاء فرقة أم كلثوم للموسيقى العربية التابعة لأكاديمية الفنون.

## أعماله
كان عبد الحليم يمارس عمله كأستاذ في المعاهد الموسيقية العليا والمتوسطة ويؤلف الموسيقى التصويرية للأفلام وفي ذات الوقت كان يعمل مفتشا للتربية الموسيقية في مدارس وزارة التربية والتعليم. ألف للأفلام المصرية الموسيقى التصويرية لأكثر من ستين فيلما مصريا منها فيلم عنتر وعبلة وسفير جهنم ليوسف وهبي والماضي المجهول لراقية إبراهيم ودعوة للحياة لصلاح ذو الفقار وآخر فيلم كان الشوارع الخلفية وألف للمسرح زمنا طويلا فكان من ألحانه: أوبريت مراتي بنت جن أنتجتها فرقة المسرح الحر وألف أوبريت ليل يا عين وكان في كل هذه المجالات قائدا للأوركسترا ومدربا للفرقة الموسيقية.
كما كان مديرا لإدارة الموسيقى في وزارة الثقافة منذ عام 1956 وحتى عام 1961 وفي ذات الوقت كان مديرا لأوركسترا الإذاعة من عام 1957 وحتى عام 1966 وعمل مديرا للمسرح الغنائي من عام 1961 وحتى عام 1967. إن أهم أعماله الفنية التي سيذكرها له تاريخ الموسيقى العربية هو تدريبه وتعليمه الفرقة العربية وقيادتها منذ عام 1967 لأن هذه الفرقة التي اختصت بغناء الأدوار والموشحات والقصائد العربية بشكل جماعي فإن غناءها لم يكن من النوع المألوف بل خرجت عن هذه الألوان المألوفة إلى لون آخر فأعطت لكل كلمة حقها من الأداء الموسيقي الحقيقي فالكلمة التي تعطي المعنى اللطيف كانت نغمتها لطيفة والكلمة التي تعطي المعنى القوي كانت نغمتها قوية كما أن نبرات أصوات المغنين كانت بين حادة وثقيلة ثم بين وضوح وإخفاء إنه غناء تمثيلي يأخذ السامع بين هذه التموجات الصوتية من حال إلى حال وفي الحقيقة أن هذه المرحلة التي توصل إليها عبد الحليم لاشك أنها بداية الطريق للنهضة الموسيقية العربية السليمة لقد انتسب عبد الحليم إلى جمعية المؤلفين التابعة لباريس منذ عام 1956 وهذه الجمعية تحفظ حقوق الفنان وتعود عليه بالفائدة لقاء جهده وألحانه وكلما أذيعت ألحانه في أي إذاعة كان له فيها حسابا واليوم يعمل عبد الحليم أستاذا محاضرا في المعاهد الموسيقية العليا في القاهرة منها المعهد العالي للتربية الموسيقية للبنات والبنين والمعهد العالي للموسيقى العربية والمعهد العالي للسينما 
ولعبد الحليم بعض الألحان للأغاني الخفيفة والثقيلة ولكن أكثر إنتاجه كان في التأليف الجماعي وهو ميال للأعمال الكبيرة من قيادة أوركسترا كبيرة وأوبريت وغيرها من الأعمال الضخمة وأعود لأقول أن أعظم أعماله كانت قيادته للفرقة العربية لأنه أحيا بواسطتها تراثنا الموسيقي ووضعه في إطار حديث من التوزيع الفني الراقي.

## الجوائز الفنية
- جائزة الجزائر 1969.
- جائزة الدولة التشجيعية 1972.
- وسام الاستحقاق من الرئيس التونسي من الدرجة الأولى عام 1977.
- تكريم مؤتمر الموسيقى العربية عامى 1992 – 1998.

## وصلة خارجية
عبد الحليم نويرة على قاعدة بيانات الأفلام العربية.
1. ↑  "عبدالحليم نويرة - موسيقى فيلموجرافيا، صور، فيديو". elCinema.com. اطلع عليه بتاريخ 2024-05-19.
2. ↑  "دار الاوبرا | فرقة عبد الحليم نويرة للموسيقى العربية". cairoopera.org. اطلع عليه بتاريخ 2024-05-19.